# Nikolaï Tikhonov (homme politique)
Pour les articles homonymes, voir Tikhonov.
Nikolaï Alexandrovitch Tikhonov (russe : Николай Александрович Тихонов, né à Kharkov, le 14 mai 1905 et mort à Moscou, le 1er juin 1997) est un homme d'État soviétique.

## Biographie
Il est né dans la ville de Kharkov en 1905 dans une famille ouvrière russo-ukrainienne. Il a servi en tant que président du Conseil des ministres de 1980 à 1985, et en tant que vice-président du Conseil des ministres de 1976 à 1980. Tikhonov a été responsable de l'administration culturelle et économique de l'Union soviétique durant la période de stagnation. Il a été remplacé en tant que Président du Conseil des Ministres en 1985 par Nikolaï Ryjkov. La même année, il perdit son siège au Politburo, mais il conserva son siège au sein du Comité central jusqu'en 1989. Son épouse est décédée en 1980 à 74 ans.

## Distinctions
- Héros du travail socialiste (13.05.1975, 12.10.1982)
- Ordre de Lénine (26.03.1939, 31.03.1945, 4.09.1948, 5.11.1954, 19.07.1958, 26.11.1971, 13.05.1975, 12.10.1982, 13.05.1985)
- Ordre de la révolution d'Octobre (13.05.1980)
- Ordre de la Guerre patriotique de 1er classe (23.04.1985)
- Ordre du Drapeau rouge du Travail (24.01.1950; 13.05.1965)
- Ordre de l'Étoile rouge (10.04.1943)
- Ordre de Sukhe Bator
- Ordre de Karl-Marx
- prix Staline (1943)